# Кліт-імітатор осовидний
Клі́т-іміта́тор осови́дний (лат. Plagionotus arcuatus Linnaeus, 1758 = Callidium lunatum Fabricius, 1781) — вид жуків з родини вусачів.

## Хорологія
P. arcuatus входить до групи пан'європейських видів європейського зооґеографічного комплексу. Розповсюджений вид на території Європи, Кавказу, північної частини Малої Азії. В Українських Карпатах – це передгірний вид, зрідка заходить у гірську частину регіону на південно-західному макросхилі гір та по долинах великих річок — на північно-східному.

## Екологія
Вид тісно прив’язаний до листяних лісових формацій утворених дубом та буком. Комахи активні вдень, зустрічаються в купах дров на зрубах, на стовбурах дерев, на вітровалах тощо. Жуки, за сонячної погоди, дуже швидко бігають й своєю поведінкою і забарвленням імітують жалких перетинчастокрилих, зокрема ос. Квіти відвідують надзвичайно рідко. Літ триває з червня по серпень. Личинка розвивається в деревині листяних порід, здебільшого дуба та граба, рідше бука чи інших видів.

## Морфологія

### Імаго
P. arcuatus – це вид середніх розмірів, довжиною 10-20 мм. Тіло чорне. Вусики та ноги руді, лише булави передніх, середніх та зрідка задніх стегон частково затемнені. Надкрила на вершині заокруглені. На чорному волосяному фоні надкрил наявні три дугоподібні яскраво-жовті волосяні перев’язі, такі ж вершинна пляма, поперечна смужка позаду основ й загальна пляма за щитком. Щиток вкритий густими жовтими волосками. Частина голови та три поперечні смуги на передньоспинці також яскраво-жовтого кольору.

### Личинка
Тіло жовтувато-коричневе, вкрите короткими щетинками. З кожної сторони голови по три вічка. Поверхня гіпостому в поперечних борозенках. Верхня губа округло-серцеподібна. Основа пронотуму з дрібними поздовжніми борозенками. Ноги маленькі, 3-членикові.

## Життєвий цикл
Генерація – дворічна.